# Discografia de Halestorm
Esta lista mostra a discografia de Halestorm uma banda de hard rock americana, consiste em três álbuns de estúdio, um álbum ao vivo, nove extended plays, quinze singles, seis singles promocionais e quatorze videoclipes.

## Álbuns

### Álbuns de estúdio
| Título | Detalhes do álbum                                                                                            | Maior posição | Maior posição | Maior posição | Maior posição | Maior posição | Maior posição | Maior posição | Maior posição | Maior posição | Maior posição | Certificações |
| Título | Detalhes do álbum                                                                                            | US            | US Rock       | BEL (FL)      | CAN           | JPN           | NLD           | SWE           | SWI           | UK            | UK Rock       | Certificações |
| --- | --- | ------------- | ------------- | ------------- | ------------- | ------------- | ------------- | ------------- | ------------- | ------------- | ------------- | ------------- |
| Halestorm | - Lançamento: 28 de abril de 2009 (EU) - Gravadora: Atlantic - Formato: CD, digital download                 | 40            | 11            | —             | —             | —             | —             | —             | —             | —             | —             | - RIAA: Ouro  |
| The Strange Case Of...                                                                                               | - Lançamento: 10 de abril de 2012 (EU) - Gravadora: Atlantic, Roadrunner - Formato: CD, LP, digital download | 15            | 7             | —             | —             | 52            | —             | —             | —             | 49            | 2             | - RIAA: Ouro  |
| Into The Wild Life                                                                                                   | - Lançamento: 14 de abril de 2015(EU) - Gravadora: Atlantic - Formato: CD, LP, digital download              | 5             | 1             | 73            | 7             | 55            | 59            | 50            | 20            | 10            | 1             |               |
| "—" denota um lançamento que não foi comercializado no território ou não conseguiu entrar na tabela musical do país. | |               |               |               |               |               |               |               |               |               |               |               |

### Álbuns ao vivo
| Título              | Detalhes do álbum                                                                               |
| ------------------- | ----------------------------------------------------------------------------------------------- |
| Live in Philly 2010 | - Lançamento: 16 de novembro de 2010 (EU) - Gravadora: Atlantic - Formato: CD, digital download |

### Extended plays
| (Don't Mess with the) Time Man                                    | - Lançamento: 1999 (EU) - Gravadora: Worldview - Formato: CD, digital download                 | —   | —  | —  | —  | —  | —  | —  | —  | —  | — |
| Breaking the Silence                                              | - Lançamento: 2001 (EU) - Gravadora: Self-released - Formato: CD, digital download             | —   | —  | —  | —  | —  | —  | —  | —  | —  | — |
| One and Done                                                      | - Lançamento: 25 de abril de 2006 (EU) - Gravadora: Atlantic - Formato: CD, digital download   | —   | —  | —  | —  | —  | —  | —  | —  | —  | — |
| ReAnimate: The Covers                                             | - Lançamento: 22 de março de 2011 (EU) - Gravadora: Atlantic - Formato: CD, digital download   | —   | 20 | —  | —  | —  | —  | —  | —  | —  | — |
| Hello, It's Mz. Hyde                                              | - Lançamento: 24 de janeiro de 2012 (EU) - Gravadora: Atlantic - Formato: Digital download     | 108 | 11 | 33 | —  | —  | —  | —  | —  | —  | — |
| In the Live Room                                                  | - lançamento: 6 de novembro de 2012 (EU) - Gravadora: Atlantic - Formato: Digital download     | —   | —  | —  | —  | —  | —  | —  | —  | —  | — |
| Reanimate 2.0: The Covers EP                                      | - Lançamento: 15 de Outubro de 2013 (EU) - Gravadora: Atlantic - Formato: CD, digital download | 40  | 5  | 14 | —  | —  | —  | —  | —  | —  | — |
| Into the Wild Live: Chicago                                       | - Lançamento: 15 de abril de 2016 (EU) - Gravadora: Atlantic - Formato: LP, digital download   | —   | —  | —  | —  | —  | —  | —  | —  | —  | — |
| Reanimate 3.0: The Covers EP                                      | - Lançamento: 6 de Janeiro de 2017 (EU) - Gravadora: Atlantic - Formato: CD, digital download  | 23  | 1  | 2  | 30 | 54 | 36 | 45 | 78 | 67 | 2 |
| "—" denota álbuns lançados que não entraram nas paradas musicais. |                                                                                                |     |    |    |    |    |    |    |    |    |   |

## Singles
| Título                                                             | Ano  | Maior posição | Maior posição | Maior posição | Maior posição | Certificações                 | Álbum                        |
| Título                                                             | Ano  | US            | US Alt.       | US Main. Rock | US Rock       | Certificações                 | Álbum                        |
| ------------------------------------------------------------------ | ---- | ------------- | ------------- | ------------- | ------------- | ----------------------------- | ---------------------------- |
| "I Get Off"                                                        | 2009 | —             | 28            | 6             | 17            |                               | Halestorm                    |
| "It's Not You"                                                     | 2009 | —             | —             | 8             | 24            |                               | Halestorm                    |
| "Familiar Taste of Poison"                                         | 2010 | —             | —             | 36            | —             |                               | Halestorm                    |
| "Bet U Wish U Had Me Back"                                         | 2010 | —             | —             | 33            | —             |                               | Halestorm                    |
| "Love Bites (So Do I)"                                             | 2012 | —             | —             | 2             | 16            |                               | The Strange Case Of...       |
| "I Miss the Misery"                                                | 2012 | —             | —             | 2             | 19            | - RIAA: Ouro - IFPI SWE: Ouro | The Strange Case Of...       |
| "Freak Like Me"                                                    | 2013 | —             | —             | 1             | 48            |                               | The Strange Case Of...       |
| "Here's to Us"                                                     | 2013 | —             | 15            | 47            |               |                               | The Strange Case Of...       |
| "Mz. Hyde"                                                         | 2013 | —             | —             | 15            | —             |                               | The Strange Case Of...       |
| "Apocalyptic"                                                      | 2015 | —             | —             | 1             | 34            |                               | Into the Wild Life           |
| "Amen"                                                             | 2015 | —             | —             | 1             | 38            |                               | Into the Wild Life           |
| "I Am the Fire"                                                    | 2015 | —             | —             | 3             | 40            |                               | Into the Wild Life           |
| "Mayhem"                                                           | 2016 | —             | —             | 7             | —             |                               | Into the Wild Life           |
| "Mistress for Christmas"                                           | 2016 | —             | —             | —             | —             |                               | Non-album single             |
| "Still of the Night"                                               | 2017 | —             | —             | 20            | —             |                               | Reanimate 3.0: The Covers EP |
| "—" denota singles lançados que não entraram nas paradas musicais. |      |               |               |               |               |                               |                              |

### Singlespromocionais
| Título                                                             | Ano  | Maior posição | Maior posição | Álbum                        |
| Título                                                             | Ano  | US Hard Rock  | US Rock       | Álbum                        |
| ------------------------------------------------------------------ | ---- | ------------- | ------------- | ---------------------------- |
| "Get Lucky"                                                        | 2013 | —             | —             | Reanimate 2.0: The Covers EP |
| "Rock Show"                                                        | 2013 | —             | —             | The Strange Case Of...       |
| "American Boys"                                                    | 2014 | —             | —             | The Strange Case Of...       |
| "Sick Individual"                                                  | 2015 | —             | —             | Into the Wild Life           |
| "I Like It Heavy"                                                  | 2016 | —             | —             | Into the Wild Life           |
| "I Hate Myself for Loving You"                                     | 2016 | 2             | 28            | Reanimate 3.0: The Covers EP |
| "—" denota singles lançados que não entraram nas paradas musicais. |      |               |               |                              |

## Videoclipes
| Título                     | Ano  | Diretor(es)           |
| -------------------------- | ---- | --------------------- |
| "I Get Off"                | 2009 | Phil Mucci            |
| "Love/Hate Heartbreak"     | 2009 | —                     |
| "It's Not You"             | 2009 | Phil Botti            |
| "Familiar Taste of Poison" | 2010 | Jeremy Alter          |
| "Love Bites (So Do I)"     | 2012 | Jeremy Alter          |
| "I Miss the Misery"        | 2012 | Michael Thelin        |
| "Freak Like Me"            | 2013 | Rob Fenn              |
| "Here's to Us"             | 2013 | Jeremy Alter          |
| "Mz. Hyde"                 | 2014 | Daniel E. Catullo III |
| "Apocalyptic"              | 2015 | DJay Brawner          |
| "Amen"                     | 2015 | DJay Brawner          |
| "I Am the Fire"            | 2015 | DJay Brawner          |
| "Mayhem"                   | 2016 | DJay Brawner          |
| "Dear Daughter"            | 2017 |                       |